# Казанчи-Бахадур
Казанчи-Бахадур (также Каранчи) — беклярбек, богатырь Урус-хана.
После победы Токтакии над Тохтамышем на реке Чирчик, лучший богатырь Урус-хана Каранчи бросился в погоню за отступавшим претендентом на ханский престол. Тохтамыш, дважды раненый в бою, сбросил кольчугу и одежду и кинулся в холодные воды реки. Каранчи, не теряя времени, натянул лук и выпустил стрелу вслед уплывающему Тохтамышу. Он ранил его ещё раз — «Стрела прошла насквозь через четыре его сустава». Несмотря на тяжёлое ранение, Тохтамыш добрался до другого берега. Обессиленный, он прятался в камышах ещё три дня, всякий раз ныряя под воду, когда мимо проходили воины Урус-хана, прочёсывающие берега.
После того как беклербек левого крыла Казанчи-бахадур перешёл на сторону Тохтамыша, его пост Урус-хан передал Балтычаку. Ранг Казанчи-бахадура описывается как «главная опора войска Урус-хана», и Балтычак стал такой же опорой. Его могущество на новых кочевьях вряд ли было бы возможным без прочной поддержки соплеменников — поддержка, с которой Тимур-Мелик-хан должен был считаться и на которую стремился опереться. Преобладание мангытов при дворе левого крыла, по-видимому, началось именно с Балтычака, поскольку его предшественник Казанчи-бахадур не был из этого племени. Йазди отмечает, что мангыты усилились одновременно как во владениях Тохтамыша, так и в левой части Орды, но отделяет Казанчи от них: «Мангытские смутьяны, приближенные к Тохтамыш-хану, а также Казанчи, который убил своего отца, добились расположения его (хана)». Эдиге тоже происходил из этой восточной, казахстанской ветви мангытов, видимо.
Он последовательно выступал против Тимура и принимал активное участие в военных действиях против него. Совместно с эмирами Бек-Пулад-огланом, Иса-беком и Яглы-бием возглавил поход Золотой Орды на Тебриз зимой 1385–1386 годов. В этой кампании участвовало около 90 тысяч воинов. Город был взят штурмом, после чего, по свидетельствам источников, «Сокровища и имущества, разные драгоценности и все, что в таком городе годами накопилось, в течение 10 дней было разметано и погибло».
В 1395 году он командовал авангардом ордынской армии, задачей которой было не допустить переправу войск Тимура через реку Хой (Кой-суй). Однако армия Тимура прорвала оборону, и он был вынужден отступить. В списках участников последовавшего сражения на реке Терек он не упоминается.